# Triens
Triens – miedziana moneta rzymska równa 1/3 asa.
Inną nazwą tej monety był ternarius.